# VBZ Ce 4/4 (Pedaler)
Bei den Ce 4/4 «Pedaler» mit den Betriebsnummern 1501–1550 und 1651–1652 beziehungsweise ab 1963 1501–1552 handelt es sich um einen ehemaligen Triebwagentyp der Strassenbahn Zürich mit der Bauartbezeichnung Ce 4/4, respektive Be 4/4 ab 1956. Aus den von den Verkehrsbetrieben Zürich (VBZ) beschafften Grossraumwagen des hier behandelten Typs beziehungsweise der parallel hergestellten Schwesterbaureihe Ce 4/4 (Kurbeli) entwickelte der Verband schweizerischer Transportanstalten (VST) einige Jahre später ein Konzept für landesweit einsetzbare Einheitstrams, den sogenannten Schweizer Standardwagen. Die unter dem Spitznamen «Pedaler» bekannt gewordenen Fahrzeuge entsprachen dabei dessen Unterbauarten Ia beziehungsweise Iab. Sie hatten einen leichten Aluminiumwagenkasten und eine mit Pedalen bediente Schützensteuerung nach dem Vorbild der US-amerikanischen PCC-Wagen.

## Überblick
Ende der 1930er Jahre wurde deutlich, dass der Wagenpark der damaligen Städtischen Strassenbahn Zürich (StStZ) modernisiert werden muss, bestand dieser doch mehrheitlich aus Zweiachsern beziehungsweise schweren, vierachsigen Triebwagen des Typs VBZ Ce 4/4 (Elefant), alle mit Holzaufbau und beschränktem Fassungsvermögen. Auf Grund der eigenen Erfahrungen mit den Lenkdreiachser-Prototypen VBZ Ce 2/3 1031 und 1032, sowie Abklärungen bei ausländischen Trambetreibern in Mailand, Oslo und den Vereinigten Staaten, welche bereits moderne Triebwagen im Einsatz hatten, entschied man sich bei den StStZ auf einen Vorschlag der BBC für leichte Grosstraumtriebwagen mit Simplex-Drehgestellen einzugehen.

### Erste Serie (401–418)
1941 erhielt die StStZ sowohl die ersten mittelschweren Kurbeli-Triebwagen, als auch im November mit dem Ce 4/4 401 den ersten, sogenannten Leichtmotorwagen. Als erster und einziger Wagentyp in Zürich erfolgte die Steuerung über zwei «fussbetätigte Kontroller» (Bremsen und Fahren), weshalb dieser Typ den Übernamen «Pedaler» erhielt.

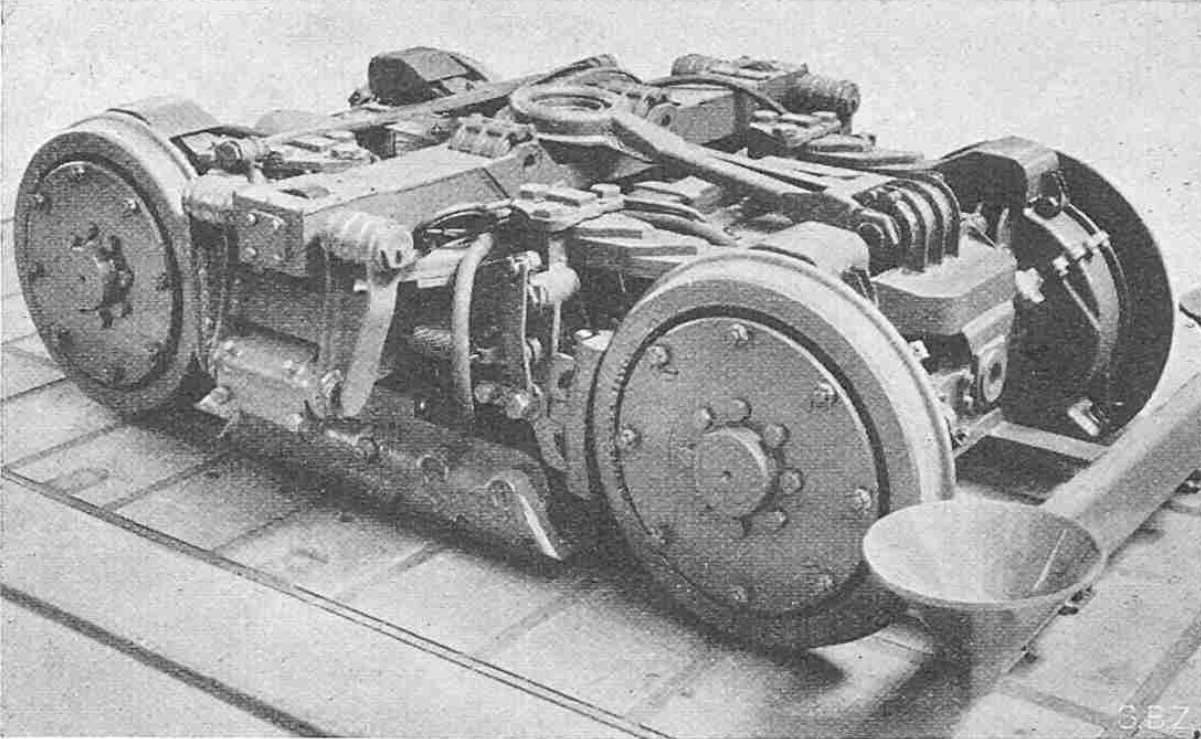
Simplex-Drehgestell der ersten Serie

Die Leichtmotorwagen waren für den Soloeinsatz oder als Zugfahrzeug für ein oder zwei leichte Beiwagen auf den Flachstrecken konzipiert. Als Anhängewagen kamen zuerst verschiedene zweiachsige Beiwagen zum Einsatz, von denen je nach Einsatz ein bis zwei angehängt wurden, später dann auch die ab 1945 beschafften Grossraum-Angehängewagen B4 711–770. Im Betrieb zeigte sich jedoch, dass die Motorleistung mit 148 Kilowatt sehr knapp bemessen war, insbesondere auch im Hinblick auf die Führung von Anhängern. So musste beim Einsatz nach Höngg – damals noch Teil der Linie 4 – jeweils einer der zwei Beiwagen C2 beim Escher-Wyss-Platz abgehängt werden.
Bei der Umnummerierung 1947 wurden nicht wie geplant die Nummern 1401 ff. verwendet, da abzusehen war, dass diese von den mittelschweren Triebwagen Ce 4/4 (Kurbeli), welche in grössere Stückzahl geordert wurden, benötigt wird. Aus diesem Grund erhielten die Pedaler die Nummern 1501 ff. Geplant war eine Beschaffung von bis zu 150 Stück, weshalb die folgende Zwischenserie die Nummern 1651 ff. erhalten sollte.

### Zwischenserie (1651–1652)
1949 erhielt die StStZ neben der zweiten Serie auch zwei Prototypen, welche den gleichen Wagenkasten aufwiesen, jedoch mit MFO-Innenlagerdrehgestellen ausgerüstet waren. Diese wurden ebenso in den mittelschweren Kurbeli-Triebwagen verwendet, erhielten aber schwächere Motoren als diese und eine elektro-pneumatische Hüpfersteuerung, die ebenfalls mit Pedalen bedient wurde. Auch die restliche elektrische Ausrüstung war unterschiedlich, was schliesslich dazu führte, dass aus Gründen der Einheitlichkeit keine weiteren Triebwagen geordert wurden, obwohl die Wagen wegen der stufenlos erscheinenden Steuerung bei den Fahrern sehr beliebt waren.
Mit Inbetriebnahme der VBZ Be 4/6 (Mirage) wurden die Nummern 1601 ff. benötigt, weshalb es 1963 zur Umnummerierung in 1551–1552 kam.

### Zweite Serie (1519–1550)
Für die ab 1949 ausgelieferte zweite Serie wurden deshalb stärke, grössere Motoren und dafür angepasste Simplex-Drehgestelle verwendet. Die neuen Motoren führten aber zu einem höheren Eigengewicht von 15,3 Tonnen. Zudem musste der Drehgestellabstand um 75 mm auf 1700 mm gestreckt werden.
Um die End- und Fahrgeschwindigkeit anzugleichen, wurde deshalb bei der ersten Serie (1501–1518) das Übersetzungsverhältnis von 1:5,93 auf 1:6,93 abgeändert.
Obwohl die Pedaler beim Publikum sehr beliebt waren, wurde auf weitere Bestellungen verzichtet, da die Strassenbahn Mitte der 1950er Jahre als altmodisch galt und ihre weitere Zukunft ungewiss war. So ging im Februar 1952 das letzte Fahrzeug in Betrieb.

## Betrieb

### Linie 4: Die eigentliche Stammstrecke
Von ihrer Konzeption als Leichtmotorwagen war an sich der Einsatz auf der damals einzigen durchgehend flachen Linie 2 prädestiniert. Diese war damals jedoch noch nicht durchgehend doppelspurig ausgebaut und verfügte im Abschnitt Altstetten–Schlieren noch über Haltestellen mit nur einseitigen Bahnsteigen, weshalb Rollmaterial mit beidseitigen Einstiegen benötigt wurde. Daher kamen die ersten Pedaler auf der Linie 4 zum Einsatz, die bis 1944 ab Escher-Wyss-Platz jedoch nach Höngg und zur Endstation Wartau geführt wurde. Auf Grund der schwachen Motorleistung konnte ab Escher-Wyss-Platz jedoch nur ein C2-Anhänger mitgeführt werden. Mit dem Abtausch der Strecke Escher-Wyss-Platz – Frankental zur Strecke Escher-Wyss-Platz – Nordbrücke/Bahnhof Wipkingen konnten dreiteilige Anhängerzüge, später auch Kompositionen mit den B4-Grossraumanhängern durchgehend geführt werden. 1964 wurde der Ast zur Nordbrücke eingestellt und die Linie 4 vom Escher-Wyss-Platz zum Hardturm geführt. Dadurch entstand die zweite durchgehende Flachlinie. Während der ganzen Betriebsdauer der Pedaler wurde die Linie 4 mit diesem Fahrzeugtyp betrieben, so dass auch der letzte fahrplanmässige Einsatz am 19. Juni 1987 auf dieser Linie stattfand.

### Bis Mitte der 1960er Jahre
Mit den Wagen der ersten Serie wurde zuerst die Linie 4, dann auch Linie 8 mit Pedalern ausgerüstet. Auf der Linie 8 kam es auch zum ersten Solo-Einsatz, wobei in den Hauptverkehrszeiten bis 1964 noch zweiachsige Beiwagen angehängt wurden.
Nach Ablieferung der Zwischen- und der zweiten Serie wurde zuerst die inzwischen ausgebaute Linie 2 vollständig auf Leichtmotorwagen umgestellt. Ab 1951 wurden die Pedaler auch den Linien 3 und 9 zugeteilt.
Daneben gab es auch Einsätze auf den Linien 7, 10, 11 und 13, wobei es sich meist um Einsätze in den Randstunden mit beschränkten Verkehrsaufkommen oder als Verstärkung in den Hauptverkehrszeiten handelte. Zum Teil konnte bei diesen Einsätzen nicht die ganze Strecke befahren werden, beispielsweise nur bis Burgwies statt Rehalp oder nur bis Bahnhof Enge statt bis Albisgütli.
Mit der fortlaufenden Auslieferung der vierachsigen Grossraumanhänger wurde zuerst die Linie 4, dann die Linie 2 vollständig und die Linie 3 teilweise auf entsprechende Zweiwagenzüge umgestellt, wobei auf der Linie 2 bei sehr grossem Verkehrsaufkommen (Abendverkauf, Festtage) noch ein zusätzlicher zweiachsiger Anhänger hinzugefügt wurde. Die anderen Linien wurden je nach Verkehrsaufkommen weiterhin mit einem oder zwei zweiachsigen Beiwagen betrieben.

### Bis in die 1980er Jahre
Durch die Inbetriebnahme der VBZ Be 4/6 (Mirage) ab März 1966 gab es eine grössere Verschiebung in der Rollmaterialzuteilung. Ende März 1968 verkehrte letztmals ein Pedaler auf der Linie 9 und somit auch auf der vom gleichen Depot aus betreuten Linie 10. Dafür wurde die Linie 15 auf Leichtmotorwagen im Solobetrieb umgestellt. Daneben fuhren die Einsatzlinien 21 und 22 immer noch mit zweiachsigen Beiwagen.
Mit der Umstellung der Linie 2 auf die neuen Gelenktriebwagen des Typs «Mirage» ging eine der Hauptlinien verloren. 1970 waren die Pedaler demnach auf den Linien 3, 4, 8 und 15 sowie auf den Einsatzlinien 21 und 22 im Einsatz. Mit der Einstellung der Einsatzlinien im Jahr 1971 tauchten die ersten Pedaler auf der Linie 6 auf. Im Herbst 1972 ging der Einsatz auf der Linie 3 zu Ende und mit den freigewordenen Fahrzeugen wurde nun die Linie 6 vollständig umgestellt. 1976 waren die Wagen somit den Linien 6, 8 und 15 im Solobetrieb sowie der Linie 4 als Anhängerzüge zugeteilt.
Mit der Ablieferung der VBZ Be 4/6 (Tram 2000) ab 1976 kam es zu weiteren Veränderungen. Zuerst wurde die Linie 6 auf mittelschwere Kurbeli-Triebwagen umgestellt, welche auf der Bergstrecke auch einen Anhänger mitführen konnten, danach wurde die Line 8 mit freigewordenen und solo fahrenden «Mirages» betrieben. Die freigewordenen Leichtmotorwagen wurden zum Teil auf der ab 17. Dezember 1976 nach Werdhölzli verlängerten Linie 4 gebraucht. Da nun aber weniger Fahrzeuge gebraucht wurden, verzichtete man auf umfangreiche Revisionen – am 17. September 1980 fand mit Wagen 1507 der letzte Einsatz eines Fahrzeuges der ersten Serie statt.
Ende 1980 wurden somit nur noch die Linien 4 und 15 mit Pedalern betrieben. Mit Ablieferung der zweiten Serie des «Tram 2000» ab 1985 wurden auch die Linien 4 und 15 umgestellt. Am 12. März 1987 war der letzte Einsatz eines Pedalers als Solowagen auf der Linie 15, bevor am 19. Juni 1987 auch der letzte Einsatz auf der Linie 4 erfolgte.

## Verbleib
Fast alle Pedaler wurden nach Ausserbetriebsetzung verschrottet. Aus der ersten Serie wurden drei Fahrzeuge anderweitig verwendet. Wagen 1501 wurde 1980 bei der Bex-Villars-Bretaye-Bahn zum Schneepflug umgebaut. Wagen 1506 gelangte zuerst auf einen Spielplatz in Schlieren, während Wagen 1517 als Wettbewerbspreis im Rahmen der 100-Jahr-Feiern des Zürcher Trams vergeben wurde.
Über den Verbleib des Wagens 1506 liegen keine Informationen vor (Stand August 2014). Wagen 1501 wurde Ende 2015 der Verschrottung zugeführt. Wagen 1517 wurde am 15. Dezember 2015 von Uster, wo er für 33 Jahre vor dem Wagerenhof – einer Stiftung für Menschen mit Behinderung – abgestellt war, ins Tram-Museum Zürich zurückgeführt, wo eine Restauration versucht wird.
Von der zweiten Serie ging Wagen 1530 ans Tram-Museum Zürich und kommt periodisch auf der Museumslinie 21 zum Einsatz. Die restlichen Pedaler und die beiden Wagen der Zwischenserie wurden ebenfalls verschrottet.

## Galerie

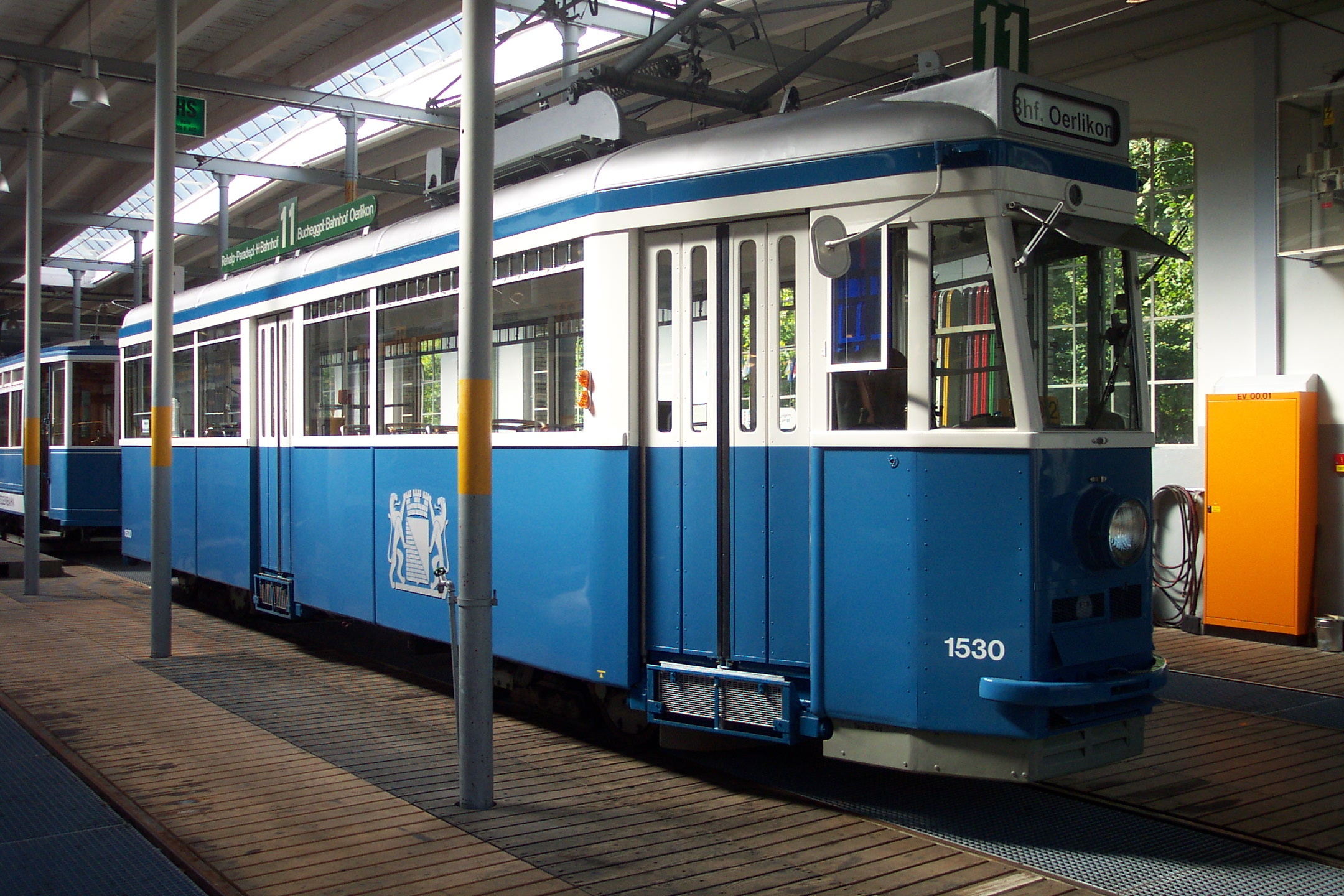
Museumswagen Nr. 1530
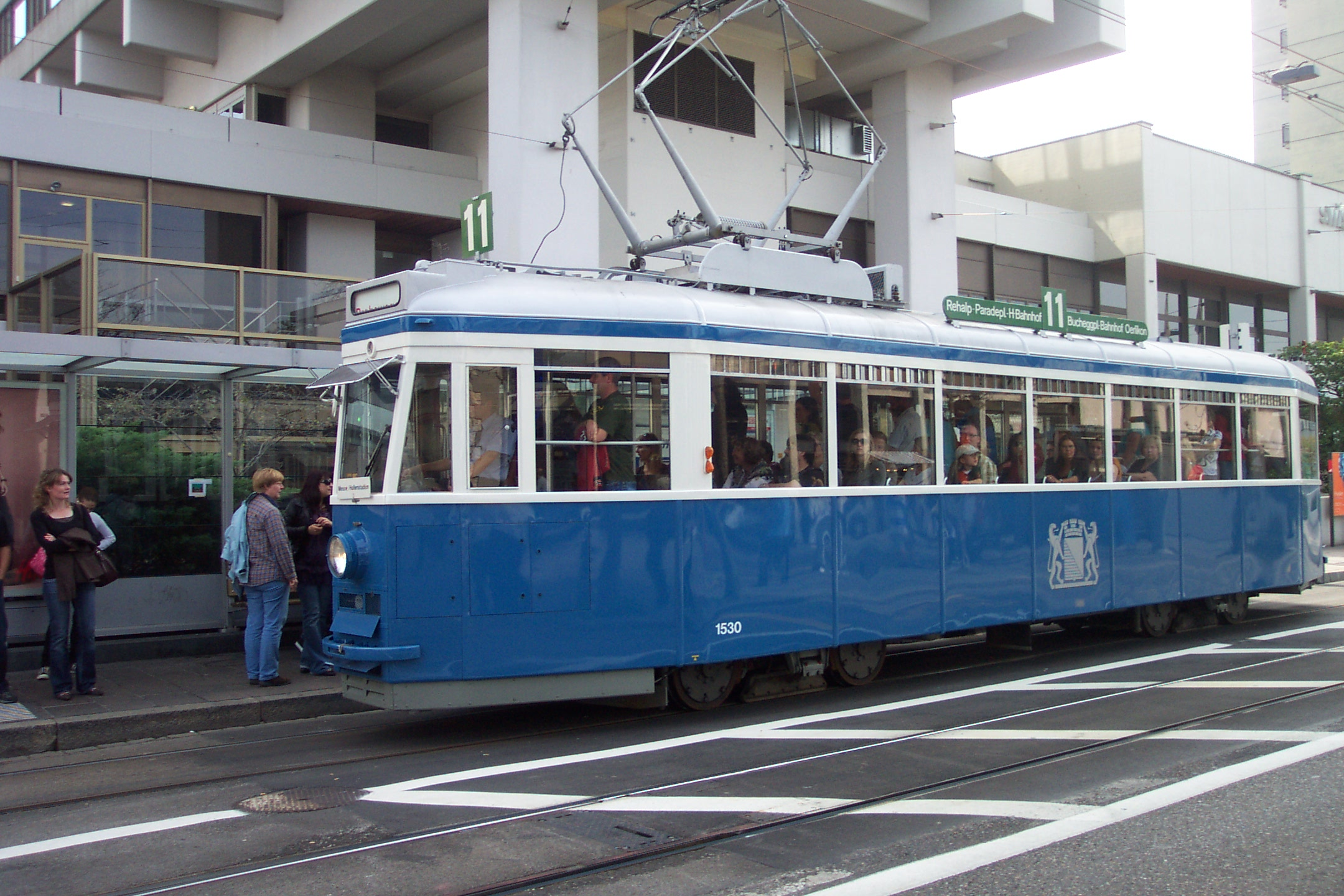
Museumstram als Linie 11
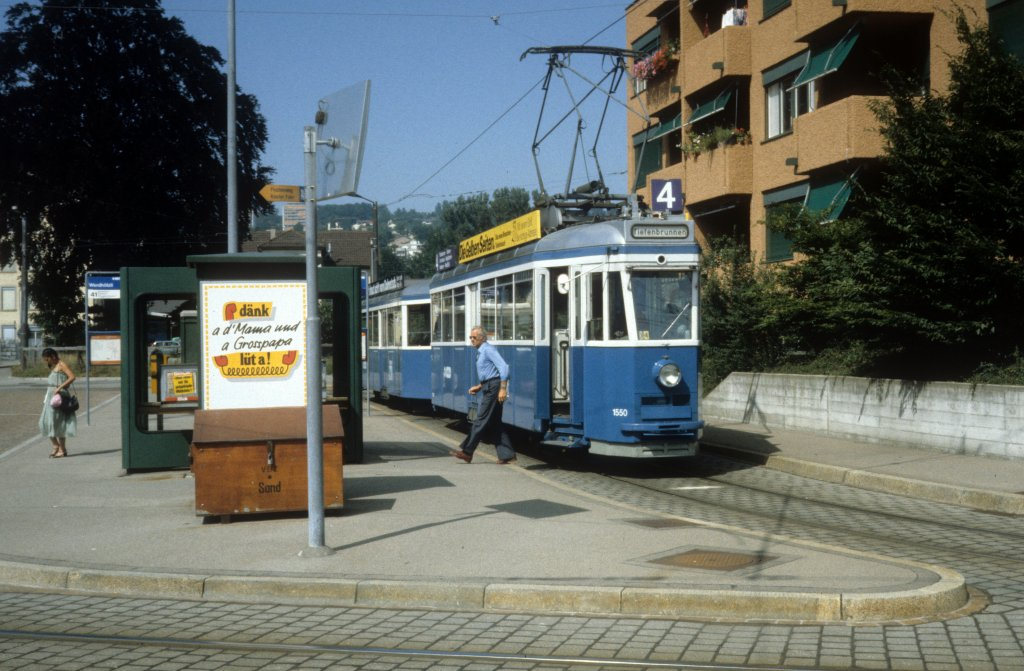
Wagen Nr. 1550 mit Anhänger auf der Linie 4 beim Werdhölzli
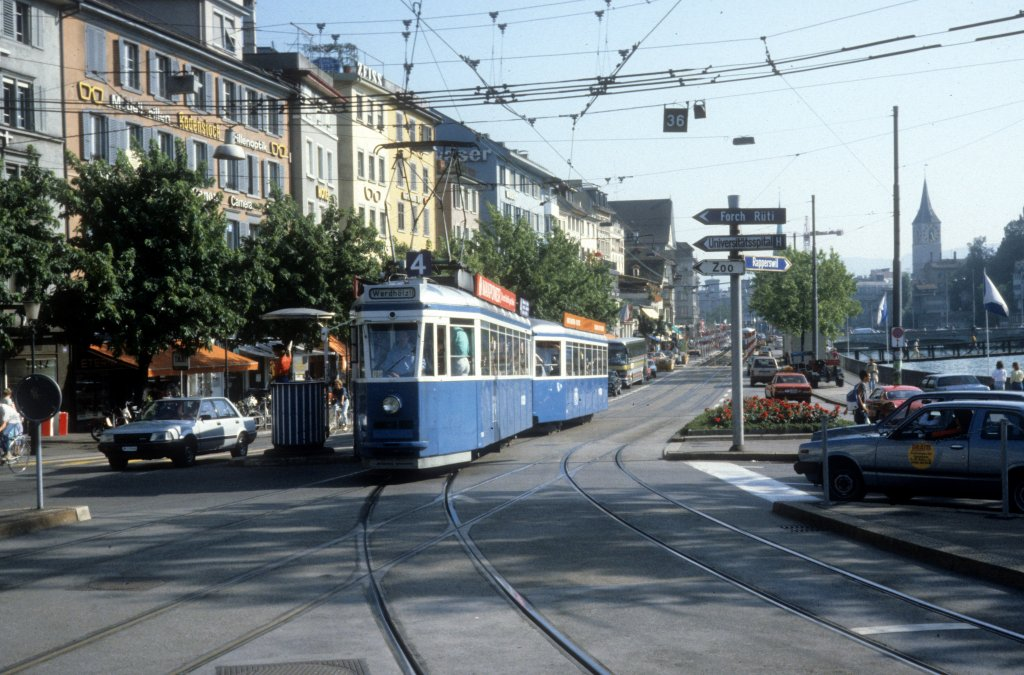
Linie 4 bei der Einfahrt ins Central